# Maria Alkiewicz
Maria Michalina Alkiewicz (ur. 3 września 1924 w Nowym Targu, zm. 9 marca 1999 w Gdyni) – polska malarka, ceramiczka.

## Życiorys
Studiowała w gdańskiej Państwowej Wyższej Szkole Sztuk Plastycznych (obecnie Akademia Sztuk Pięknych w Gdańsku), dyplom uzyskała w 1954 roku na Wydziale Malarstwa (ze specjalizacji ceramiki). W latach 1949–1979 była pedagogiem gdańskiej uczelni, w Pracowni Ceramiki. Brała udział w pracach przy odbudowie Gdańska i Warszawy. Członek "grupy kadyńskiej".
Odznaczona Złotym Krzyżem Zasługi.
Miejscem pochówku jest cmentarz komunalnym przy ul. Spokojnej w Gdyni (sektor 21-3-5).